# Lichenochora verrucicola
Lichenochora verrucicola är en lavart som först beskrevs av Wedd., och fick sitt nu gällande namn av Nik. Hoffm. & Hafellner 2000. Lichenochora verrucicola ingår i släktet Lichenochora, ordningen Phyllachorales, klassen Sordariomycetes, divisionen sporsäcksvampar och riket svampar.   Inga underarter finns listade i Catalogue of Life.